# Festival de Atabales
El festival de atabales Sainaguá es una celebración de carácter musical y popular que se efectúa cada año en la provincia de San Cristóbal, República Dominicana, 

## Sainaguá
Sainaguá es un pequeño pueblo ubicado en la provincia de San Cristóbal, Las fiestas de atabales de Sainaguá es una de las mejores fiesta de atabales de la República Dominicana.
Este pequeño pueblo está formando por comunidades las que son: Los portes, la plena, los asise, los britos, los reynoso, los maimia, los vizcaíno, montaño y el cruce

## Organización
Esta actividad se realiza desde mayo de 1974 en el Club Sol Naciente de Sainaguá, en San Cristóbal. El último festival estuvo dedicado a la Cofradía de San Antonio Cañandre, espectáculo en el que participaron más de cincuenta exponentes de la música afrocaribeña de la República Dominicana.

## Objetivos del evento
El festival se propone aportar a la conservación, valorización y difusión masiva de las manifestaciones folklóricas de la región del Caribe, y dar a conocer al público los ritmos y danzas tradicionales más importantes del país y de otras naciones hermanas. 
Se propone igualmente contribuir con el fortalecimiento de la identidad cultural del pueblo, integrar a la juventud, los niños y la población adulta al quehacer cultural mediante el disfrute del festival, fortalecer las asociaciones de paleros de San Cristóbal y aportar a la creación de obras en provincias.
Asimismo, sus organizadores pretenden contribuir al desarrollo del turismo cultural nacional e internacional y generar recursos que permitan sostener un plan básico de actividades educativo-culturales durante el año entero a través del autogestión.

## Reconocimientos
El Festival de Atabales fue declarado patrimonio cultural de la República Dominicana por el Parlamento bicameral local a iniciativa del senador por la provincia de San Cristóbal, Tommy Galán.